# Manildra
Manildra – miasto w Australii, w stanie Nowa Południowa Walia.